# Norco (Californie)
Pour les articles homonymes, voir Norco.
Norco est une municipalité américaine du comté de Riverside en Californie située dans le Grand Los Angeles au bord de l'autoroute I-15. La population de la ville est estimée à 27 063 habitants (2010) répartie sur une surface de 37,2 km2.
Norco est une Horse Community, c'est-à-dire une commune qui favorise l'équitation comme mode de vie et moyen de transport.

## Histoire
La ville de Norco a été fondée en 1964.

## Économie
Norco est à l'origine une ville agricole. Depuis les années 1990 la ville profite de sa proximité de l'agglomération de Los Angeles et diversifie son économie dans le commerce, l'industrie légère et l'élevage.
Parmi les plus importantes entreprises on trouve :
- HCI, Inc., une société de télécommunications
- Computer Sciences Corp., une société d'informatique
- Norco Ranch, un producteur d'œufs

Le plus grand employeur avec plus de 5 000 salariés est l'enseignement public (Corona-Norco Unified School District).

## Démographie
| 1950  | 1960  | 1970   | 1980   | 1990   | 2000   |
| ----- | ----- | ------ | ------ | ------ | ------ |
| 1 584 | 4 964 | 14 511 | 19 732 | 23 302 | 24 157 |

| 2010   | - | - | - | - | - |
| ------ | - | - | - | - | - |
| 27 063 | - | - | - | - | - |

## Anecdotes
- Le nom de la ville est une contraction de North of Corona (au nord de Corona).
- Le batteur Travis Barker gère le restaurant Wahoo's Fish Tacos à Norco.
- Norco est la scène de la fusillade de Norco (Norco shootout), un échange de coups de feu entre cinq braqueurs de banque puissamment armés et la police le 8 mai 1980. Durant cette fusillade, un policier et les deux braqueurs furent tués et 8 autres agents de police blessés par balles. L'incident a inspiré le film Rapid Fire de 2005.